# Ministerio de Justicia (Paraguay)
El Ministerio de Justicia es un organismo del estado paraguayo, dependiente del poder ejecutivo de la nación. Actualmente la ministra es Rodrigo Nicora, quien fue nombrada por el presidente Santiago Peña.

## Misión
Según el propio Ministerio su misión es:

"Asegurar el derecho a la identidad y garantizar la vigencia de los derechos humanos a todos los ciudadanos, con énfasis en el acceso a la justicia y a la información pública, impulsando la vigencia de un ordenamiento jurídico sistematizado y simplificado y brindando condiciones adecuadas de atención y tratamiento para la rehabilitación y reinserción de las personas privadas de libertad y de los adolescentes en situación de riesgo y en conflicto con la ley penal, de manera coordinada con las instituciones relacionadas."